# 卡普斯坦站
卡普斯坦站 （英語：Capstan Station） 是大溫哥華地區溫哥華架空列車加拿大線的高架車站，座落於加拿大英屬哥倫比亞省列治文的卡普斯坦路（Capstan Way）和3號路的交匯處以北約100（330英尺），是加拿大線的第一個填充站，於2024年12月20日完工啟用。

## 歷史
卡普斯坦站原訂於加拿大線通車後不久便投入服務。然而，由於鄰近發展項目之發展商無法提供建站所需的2500萬加元資金，本站之建設計劃遂於2009年3月取消。
2012年5月，列治文市政府與運輸聯線及發展商達成協議，發展商只需支付附近發展項目每戶約8500加元便可以重啟車站之建設計劃。此款項原訂需15年付清，最終發展商於2018年11月把2840萬加元款項全數付清，比原時間表早了9年。
本站由2017年11月進入設計階段，原公布於2019年開始建設，最終延至2021年9月開始動工，預計落成時間亦一再延誤。車站本預定於2022年中落成，卻因與鄰近發展項目施工時間有衝突，及InTransitBC的內部調動，落成時間被推至2023年3月。其後由於受到供應鏈延遲的影響，完工日期再延至2024年中。而工程在歷經多次延宕之後，終於在2024年12月20日正式對外開放。 （页面存档备份，存于）
車站建設的數年間，加拿大線列治文支線不時需調整服務，以單軌行車或提早停止服務方式配合車站施工。

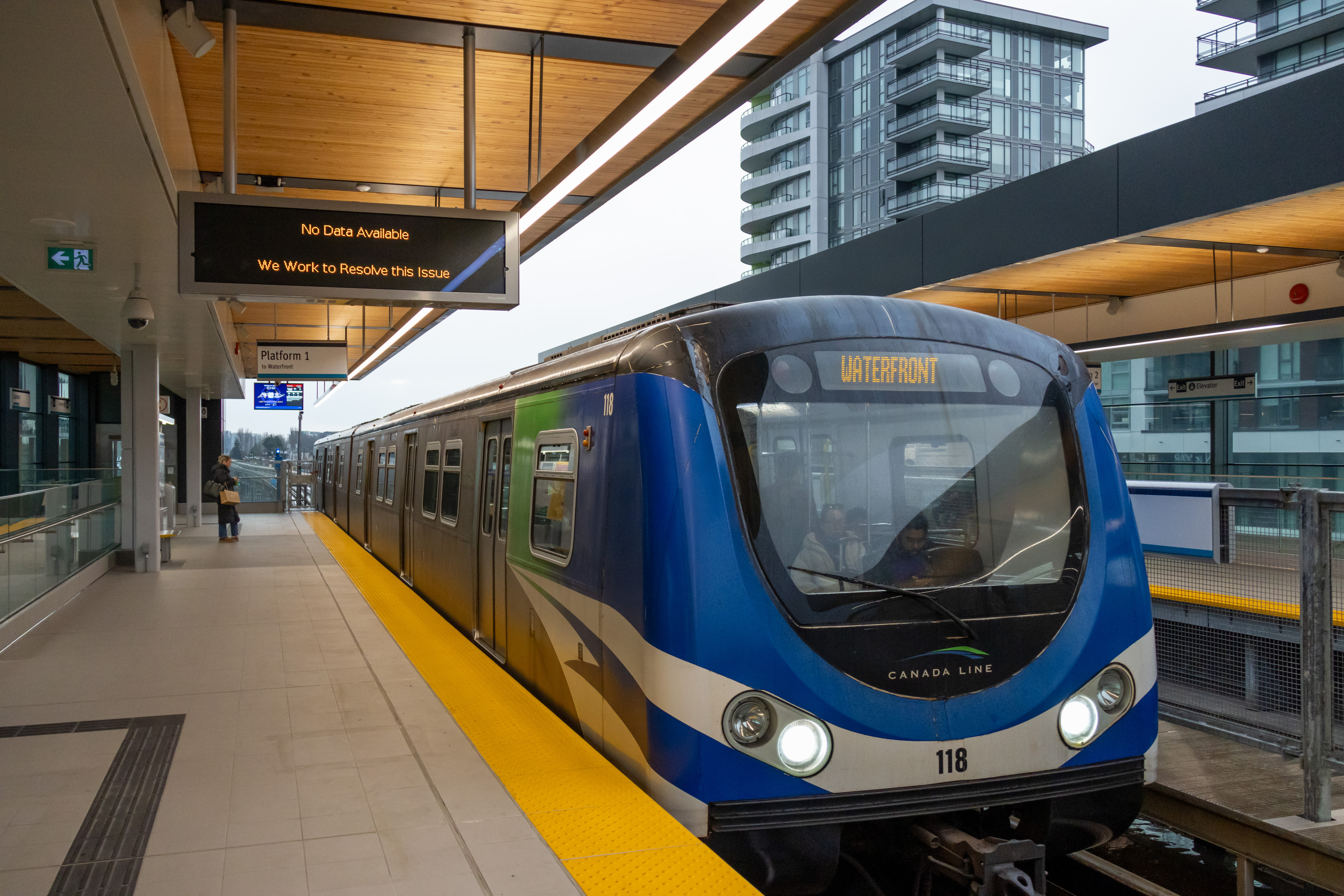
列車於卡普斯坦站一號月台進站

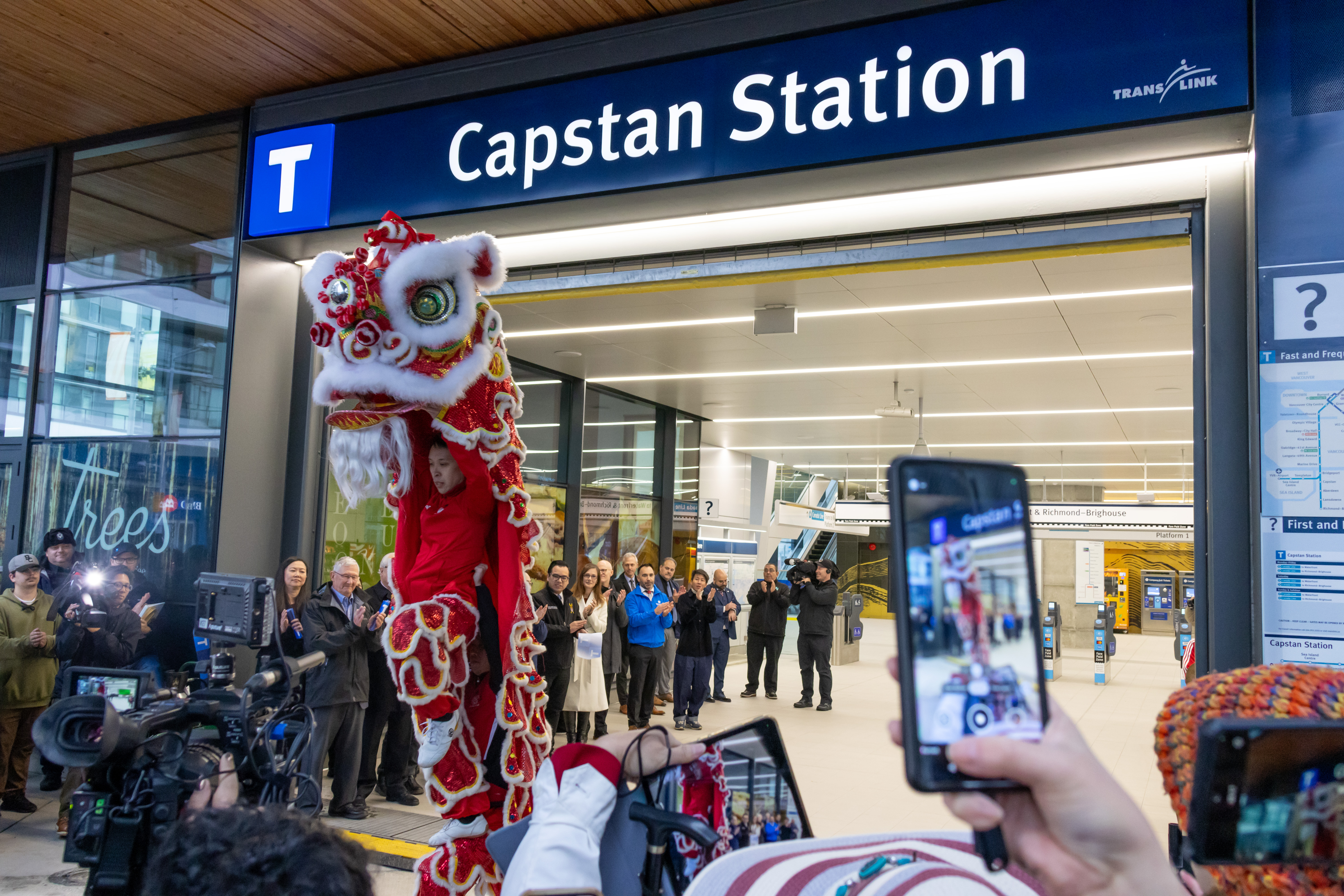
卡普斯坦站通車儀式舞獅表演

## 車站設計
| T | 側式月台，右側開門                         | 側式月台，右側開門           |
| T | 加拿大線往濱海站（橋港站）                 |                              |
| T | 加拿大線往列治文－布里格豪斯站（時代坊站） |                              |
| T | 側式月台，右側開門                         |                              |
| S | 地面                                       | 出入口、自動售票機、驗票閘門 |